# کمپوست

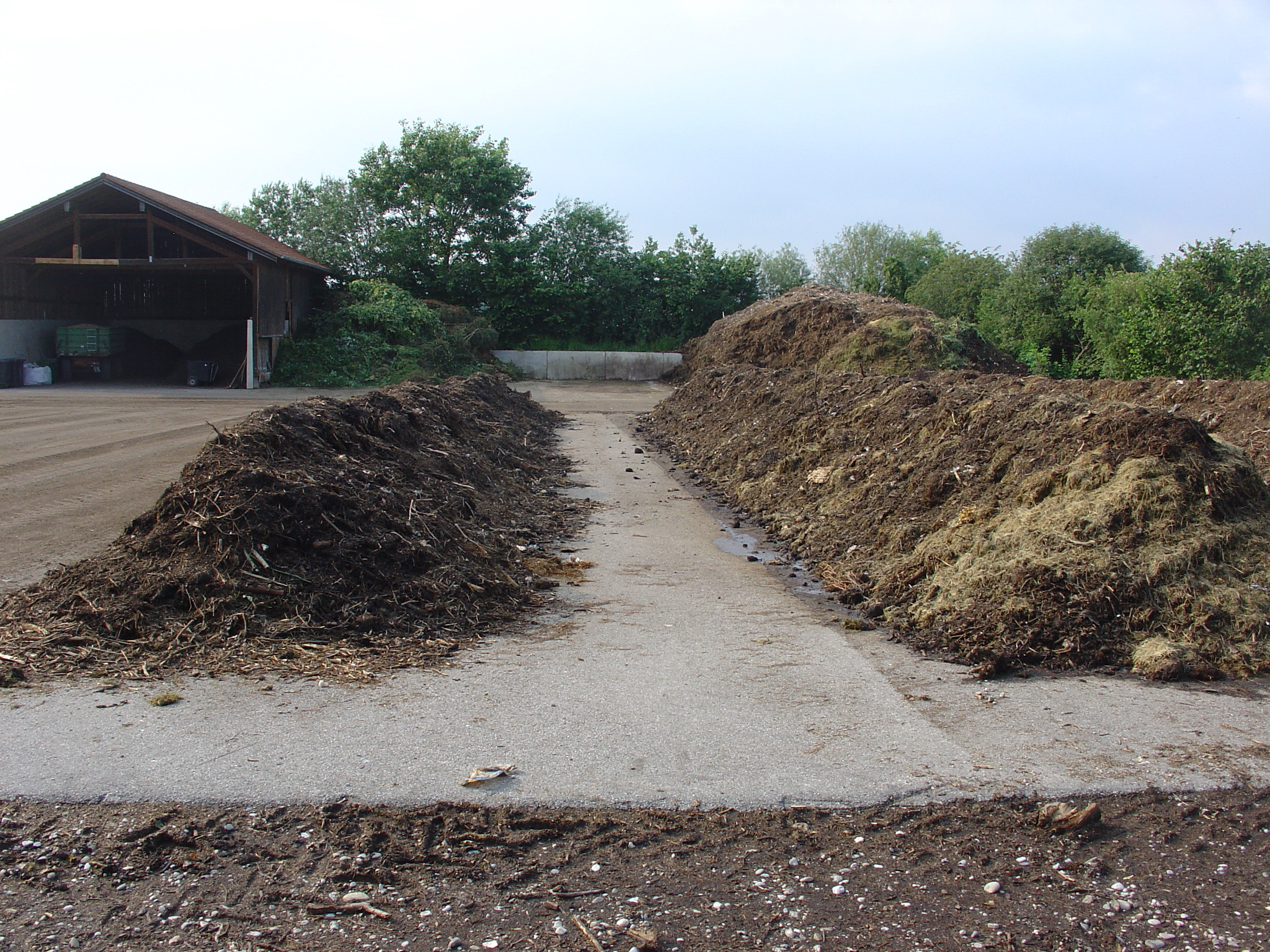
فرآوری کمپوست در آلمان

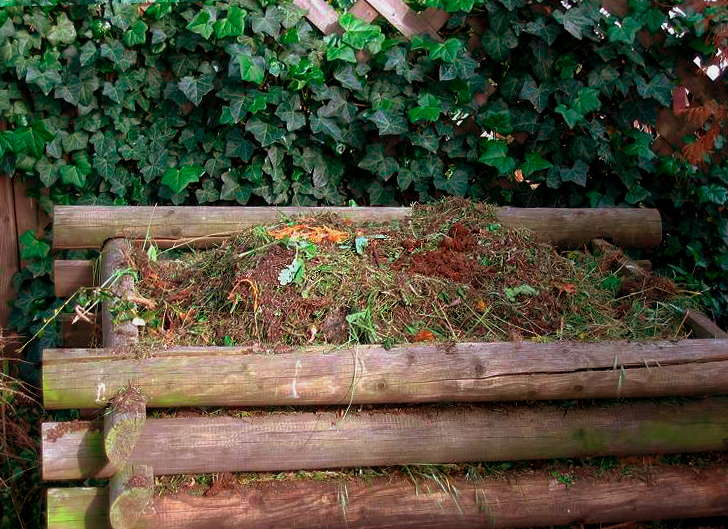
فرآوری خانگی کمپوست

کمپوست (به انگلیسی: Compost) به ترکیبی از مواد آلی گفته می‌شود که به‌عنوان کود گیاهی و بهبوددهنده‌ی ویژگی‌های فیزیکی، شیمیایی و زیستی خاک کاربرد دارد. کمپوست معمولاً از طریق تجزیه‌ی پسماندهای گیاهی و غذایی، بازیافت مواد آلی و استفاده از کود دامی تهیه می‌شود. این ترکیب، سرشار از مواد مغذی گیاهی و موجودات میکروسکوپی مفیدی مانند باکتری‌ها، پروتوزوآها، نماتدها و قارچ‌ها است. استفاده از کمپوست سبب افزایش حاصلخیزی خاک در باغ‌ها، فضای سبز شهری، باغبانی، کشاورزی شهری و کشاورزی ارگانیک شده و وابستگی به کودهای شیمیایی تجاری را کاهش می‌دهد.
از جمله مزایای کمپوست می‌توان به تأمین مواد مغذی برای گیاهان، بهبود ساختار خاک، افزایش میزان هوموس یا اسید هیومیک در خاک، و ورود میکروب‌های مفیدی اشاره کرد که به سرکوب عوامل بیماری‌زای خاک و کاهش بیماری‌های ناشی از آن کمک می‌کنند.
در ساده‌ترین حالت، فرایند کمپوست‌سازی با جمع‌آوری ترکیبی از پسماندهای سبز (مواد غنی از نیتروژن مانند برگ‌ها، چمن و ضایعات غذایی) و پسماندهای قهوه‌ای (مواد غنی از کربن مانند ساقه‌های چوبی، کاغذ و تراشه‌های چوب) آغاز می‌شود. این مواد طی چند ماه تجزیه شده و به هوموس تبدیل می‌شوند. کمپوست‌سازی می‌تواند یک فرایند چندمرحله‌ای و دقیق باشد که در آن میزان آب، هوا و نسبت مواد غنی از کربن و نیتروژن به‌طور کنترل‌شده مدیریت می‌شود. خرد کردن مواد گیاهی، افزودن آب و تأمین تهویه‌ی مناسب از طریق هم‌زدن منظم توده‌های کمپوستی، سرعت تجزیه را افزایش می‌دهد. در این فرایند، قارچ‌ها، کرم‌های خاکی و سایر تجزیه‌کنندگان به شکستن مواد آلی کمک می‌کنند و باکتری‌ها و قارچ‌های هوازی، ورودی‌ها را به گرما، دی‌اکسید کربن و یون‌های آمونیوم تبدیل می‌کنند.
کمپوست‌سازی نقش مهمی در مدیریت پسماند دارد، چرا که مواد غذایی و سایر مواد قابل کمپوست حدود ۲۰٪ از زباله‌های دفن‌شده در محل‌های دفن زباله را تشکیل می‌دهند و به دلیل شرایط بی‌هوازی، این مواد در محل دفن به کندی تجزیه می‌شوند. کمپوست‌سازی جایگزینی زیست‌محیطی و برتر نسبت به دفن این مواد در محل‌های دفن زباله به‌شمار می‌آید، زیرا تولید گاز متان را که ناشی از شرایط بی‌هوازی است کاهش می‌دهد و همچنین منافع اقتصادی و زیست‌محیطی به همراه دارد.
از دیگر کاربردهای کمپوست می‌توان به استفاده در بازسازی زمین‌ها و آبراه‌ها، ساخت تالاب‌های مصنوعی، و پوشش‌دهی محل‌های دفن زباله اشاره کرد.

## اصول پایه
کمپوست‌سازی روشی هوازی برای تجزیه‌ی پسماندهای جامد آلی است که می‌تواند برای بازیافت مواد آلی مورد استفاده قرار گیرد. در این فرایند، مواد آلی به ترکیبی شبیه به هوموس تبدیل می‌شوند که به‌عنوان کودی مناسب برای گیاهان کاربرد دارد.
موجودات کمپوست‌کننده برای فعالیت مؤثر به چهار عنصر اساسی و به‌همان‌اندازه مهم نیاز دارند:
- کربن: به‌عنوان منبع انرژی مورد نیاز است؛ اکسیداسیون کربن توسط میکروب‌ها گرمای لازم برای دیگر بخش‌های فرآیند کمپوست‌سازی را فراهم می‌کند. موادی که سرشار از کربن هستند، معمولاً خشک و قهوه‌ای‌رنگ‌اند.
- نیتروژن: برای رشد و تکثیر موجودات تجزیه‌کننده به‌منظور اکسیداسیون کربن مورد نیاز است. مواد غنی از نیتروژن معمولاً سبزرنگ و مرطوب‌اند و شامل میوه‌ها و سبزیجات رنگی نیز می‌شوند.
- اکسیژن: برای اکسیداسیون کربن در فرآیند تجزیه ضروری است. باکتری‌های هوازی به سطح اکسیژن بالاتر از ۵٪ نیاز دارند تا فرآیندهای لازم برای کمپوست‌سازی را انجام دهند.
- آب(رطوبت): به میزان مناسب مورد نیاز است تا فعالیت میکروبی حفظ شود، بدون اینکه شرایط بی‌هوازی ایجاد شود.

وجود نسبت‌های مناسب این مواد باعث می‌شود که میکروارگانیسم‌ها بتوانند با سرعتی که باعث گرم شدن توده‌ی کمپوست می‌شود، فعالیت کنند. مدیریت فعال توده (مانند زیر و رو کردن منظم کمپوست) برای حفظ میزان مناسب اکسیژن و رطوبت اهمیت زیادی دارد. تعادل میان هوا و آب، برای حفظ دمای بالا در حدود ۱۳۰ تا ۱۶۰ درجه‌ی فارنهایت (۵۴ تا ۷۱ درجه‌ی سانتی‌گراد) تا زمان کامل شدن تجزیه مواد حیاتی است.
کمپوست‌سازی زمانی بیشترین بازده را دارد که نسبت کربن به نیتروژن حدود ۲۵ به ۱ باشد. در روش کمپوست‌سازی گرم (Hot Composting)، تمرکز بر حفظ گرما برای تسریع نرخ تجزیه و در نتیجه تولید سریع‌تر کمپوست است. نسبت کربن به نیتروژن کمتر از حدود ۳۰، تجزیه‌ی سریع‌تر را تسهیل می‌کند. اگر این نسبت بیشتر از ۳۰ باشد، بستر با کمبود نیتروژن مواجه می‌شود و اگر کمتر از ۱۵ باشد، بخشی از نیتروژن به صورت گاز آمونیاک از دست می‌رود.
تقریباً همه‌ی مواد گیاهی و جانوری مرده دارای مقادیر مختلفی از کربن و نیتروژن هستند. برای نمونه، چمن تازه بریده‌شده دارای نسبت متوسطی در حدود ۱۵ به ۱ و برگ‌های خشک پاییزی (بسته به گونه‌ی گیاه) دارای نسبتی حدود ۵۰ به ۱ هستند.
کمپوست‌سازی فرآیندی پیوسته و پویاست؛ افزودن منظم منابع جدید کربن و نیتروژن و مدیریت فعال آن برای موفقیت فرآیند اهمیت دارد.

## تاریخچه
کمپوست از واژه‌ای لاتین Compositus و به معنای مخلوط یا مرکب اقتباس شده‌است. کمپوست و بازیافت بقایای حیوانات از هزاران سال پیش شناخته شده بوده‌است؛ و در اروپا دانشمندانی چون هومر و ارسطو به آن پرداخته‌اند.

## سودمندی‌ها
فرایند طبیعی پوسش، مواد آلی را به ماده‌ای غنی دگرگون می‌سازد. پوسال حاصله مکملی بسیار سودمند برای بهبودی و بهسازی و تقویت خاک است. ترکیبات تولید شده در این فرایند به آسانی برای گیاهان قابل جذب است و جایگزینی دیگر برای کودهای شیمیایی در کشاورزی است. استفاده از پوسال ساختار خاک را ارتقا می‌دهد، محتوای خاک را تقویت می‌کنند و سبب می‌شود خاک مدت زمان بیشتری بتواند آب را در خود نگه دارد. کمپوست قدرت باروری خاک را افزایش می‌دهد و کمک می‌کنند ریشه‌های سالم در گیاه رشد کند. این کود همچنین برای کنترل فرسایش، احیا و ساخت زمین‌های مرطوب به عنوان پوشش به کار می‌رود. کمپوست همچنین با ماسه مخلوط می‌شود و برای زه‌کشی زمین به کار می‌رود.

## انواع کمپوست
برای تهیه کمپوست، برحسب مواد مصرفی و نحوه تولید، انواع مختلف کمپوست تهیه می‌شود:

### کمپوست سبز
تهیه شده از پسماندهای باغبانی، پسماندهای حاصل از هرس گیاهان در فضای سبز و پارک‌ها که طی فرایند تجزیه و تخمیر توسط میکروارگانیسم‌ها، تبدیل به کمپوست می‌شوند.

### کمپوست قارچ خوراکی
کمپوست جهت بستر کشت و تأمین‌کننده مواد غذایی قارچ دکمه‌ای

## روش‌های پوسش
پوسش به شکل هوازی و بی‌هوازی انجام می‌گیرد. عمل کمپوست روباز بدون پوشاندن توده موادآلی انجام می‌گیرد؛ و کمپوست بی‌هوازی Anaerobic به شکل سربسته انجام می‌گیرد؛ و فرایندی است که عمل کمپوست و تجزیه میکربی مواد آلی مختلط، در غیاب اکسیژن انجام می‌گیرد. باکتری‌های تخمیرکننده، تولیدکننده H2 (کاهنده پروتون) و متان‌زا سه گروه عمده میکرو ارگانیسم‌های فعال در این فرایند هستند. تجزیه موادآلی به وسیلهٔ دسته‌ای از باکتری‌هایی که تولید دی‌اکسید کربن و متان می‌کنند (باکتری‌های استوژنیک و متانوژنیک) اتفاق می‌افتد این باکتری‌ها در رنج دمای بهینه ۳۵–۳۹ °C (مزوفیلیک) ۵۵–۶۰ °C عمل هضم را انجام می‌دهند. زباله‌ها توسط آنزیم‌ها مشابه آنچه که در معده انجام می‌گیرد مواد الی را به قندها و آمینو اسیدها و مواد حیاتی مورد نیاز نباتات تبدیل می‌کنند.

### روش تراکتوری

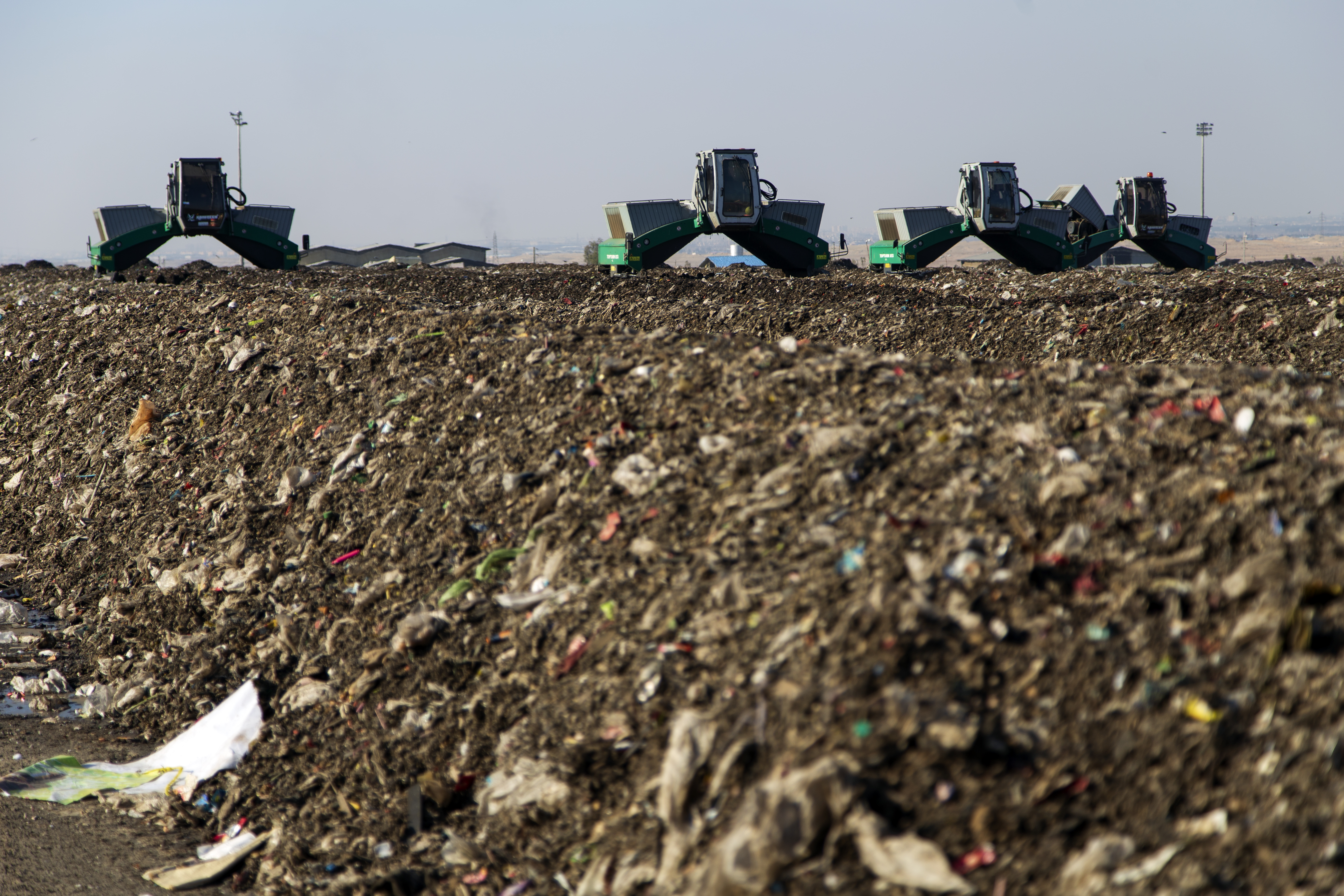
تراکتورهای مخلوط‌کن زباله در مرکز پسماند آراد کوه کلانشهر تهران

در این روش زباله میکس شده در ردیف‌های موازی انباشت می‌شود و تراکتوری که دستگاه میکس در کنار آن نصب شده از میان ردیف‌ها حرکت کرده و عمل میکس را انجام می‌دهد، سپس تراکتور دیگری با دستگاه خردکن به همان شیوه عمل می‌نماید.

### روش دپوی پشته‌ای
در این روش زباله میکس شده بعد از انباشت پشته‌ای در اثر فشار طبقات بالاتر آرام آرام و به مرور زمان تجزیه می‌گردد.

## چگونگی تولید
در کمپوست از مخلوط موادی چون کود حیوانی، خاک، مواد زائد گیاهی مانند کاه و برگ و شاخه‌های بسیار خرد شده و زائدات آشپزخانه که شامل پوست میوه‌ها، میوه‌های غیرقابل مصرف، زائدات سبزیجات، ته‌مانده‌های خوراکی، پوست تخم مرغ ریز شده، خاک اره استفاده می‌شود؛ ولی باید از موادی که حشرات موذی را به خود جذب می‌کند و همچنین شاخ و برگ‌های درختان سوزنی برگ (مخروطیان) به دلیل اسیدی کردن پی‌اچ توده کمتر استفاده شود.

### رطوبت
رطوبت مطلوب پوسش بین ۴۰ تا ۶۰ درصد می‌باشد. رطوبت کمتر و بیشتر فرایند کمپوست را مختل می‌نماید.

### جریان هوا
بستگی به نوع کمپوست دارد.

### دما
دمای مناسب برای فرایند کمپوست بستگی به نوع کمپوست دارد.

### پی‌اچ پوسال
پی‌اچ کمپوست باید بین ۷ تا ۹ باشد. در مراحل اولیه پی‌اچ کمپوست تا ۶٫۵ کاهش می‌یابد؛ ولی در مراحل بعدی افزایش می‌یابد.

### نسبت کربن به نیتروژن
نسبت کربن به نیتروژن (C/N) به نسبت ۳۰ کربن به ۱ نیتروژن بوده و نباید نسبت کربن بیشتر از این افزایش یابد این امر برای میکروارگانیسم‌ها و در نتیجه فرایند تجزیه بسیار حیاتی است.
مواد قهوه‌ای و خشک مانند کاه و خاک اره دارای کربن بیشتری بوده و عمل تجزیه را طولانی می‌کنند و در نتیجه باید به نسبت زیاد در کمپوست استفاده نشود. از آنسو مواد سبز مانند برگ‌ها، چمن زده شده، ته‌مانده‌های خوراکی، سبزیجات و پوست میوه‌ها نیتروژن بیشتری دارند که استفاده از آن‌ها برای تسریع کمپوست بسیار ضروری است.

## نقش میکروارگانیسم‌ها
میکروارگانیسم‌ها نقشی حیاتی در تجزیه مواد آلی موجود در توده کمپوست بر عهده دارند. مواد ارگانیک موجود در کمپوست در حقیقت مواد غذایی میکروارگانیسم‌هایی می‌شوند که نقش این میکروارگانیسم‌ها نگه داشتن خاک در وضعیتی سالم و متعادل است. در نتیجه تغذیه میکروارگانیسم‌ها از مواد آلی مواد مورد نیاز گیاه همچون نیتروژن، پتاسیم و فسفر تولید می‌شوند و در نتیجه تنها تعداد اندکی از مواد مغذی می‌ماند که باید به خاک افزوده شود. با مخلوط مناسب از آب، اکسیژن، کربن و نیتروژن، میکرو ارگانیسم‌ها قادر به شکستن مواد آلی تولید کمپوست می‌شوند. در واقع فرایند کمپوست کاملاً وابسته به میکرو ارگانیسم‌ها و نقش آن‌ها در شکستن مواد آلی است. انواع بسیاری از میکروارگانیسم‌های موجود در کمپوست فعالند که متداول‌ترین آن‌ها گونه‌های زیرند:
- باکتری‌ها: تعداد زیادی از میکروارگانیسم‌های موجود در کمپوست را باکتری‌ها تشکیل می‌دهند. بسته به مرحله کمپوست، باکتری‌ها مزوفیل یا گرمادوست ممکن است غالب باشند.
- اکتینوباکترها: برای شکستن محصولات کاغذی مانند روزنامه، پوست درخت، و غیره
- قارچ‌ها: با عمل تخمیر به شکستن موادی که باکتری‌ها نمی‌توانند، به خصوص لیگنین در مواد چوبی کمک می‌کند.
- پروتوزوآ: به قارچ‌ها کمک می‌کنند.
- چرخان‌تباران: کمک به کنترل جمعیت باکتری‌ها و پروتوزوآها

عدم وجود یک جامعه میکرو ارگانیسم سالم دلیل اصلی آهسته پیش رفتن برخی کمپوست‌ها در مزارع یا محیط زیست است. از اینرو استفاده و تزریق باکتری‌ها به شکل چشمگیر این فرایند را تسریع نموده و بوهای نامطلوب را سرکوب می‌نماید. فعالیت این میکروارگانیسم‌ها سبب تولید ترکیبات هوموسی شده که به راحتی توسط گیاه جذب می‌شود.
علاوه بر میکروارگانیسم‌ها کرم‌های خاکی نیز با خوردن مواد آلی درون کمپوست و حفر تونل و هوارسانی کمک شایانی به فرایند کمپوست می‌کنند.

## استفاده از پوسال در مزرعه
میزان متوسط کمپوست در هر هکتار بین ۵ تن تا ۲۰ تن می‌باشد؛ ولی در شرایط دسترسی نداشتن به این حجم مفید کمپوست، مقدار کم آن نیز تأثیر بسزایی در تقویت خاک و نباتات دارد. نکته دیگر در مصرف کمپوست این است که کمپوست آماده مصرف به دو هفته زمان نیاز دارد که به خاک قابل مصرف تبدیل شود. این بدین معنی است که بهتر است حداقل ۲ هفته پیش از افشاندن بذر یا کاشتن نهال کمپوست با خاک مخلوط گردد.

## کمپوست‌سازی صنعتی

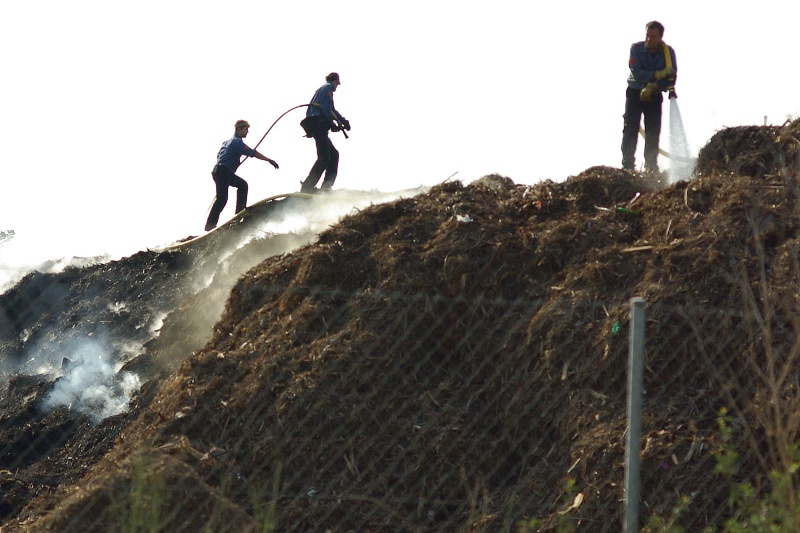
فرآوری حجیم و صنعتی کمپوست با کمک میکروارگانیسم‌های گرمادوست EM

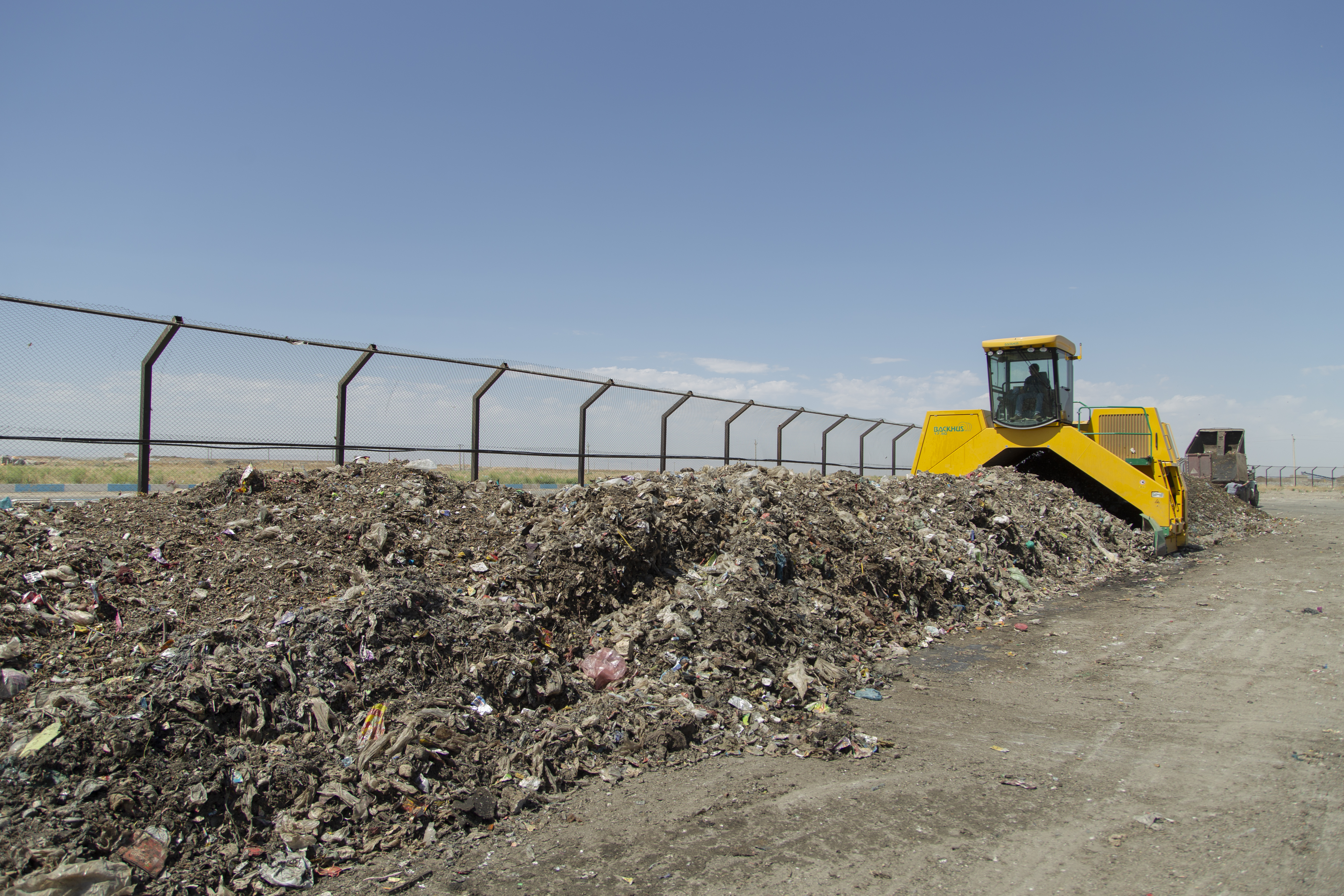
دستگاه‌های زباله هم‌زن برای تولید کمپوست صنعتی در مرکز پسماند قزوین

روشی سودمند و جایگزینی بسیار سومند برای خاک چال یا همان دفن کردن زباله در مدیریت پسماند بوده که در شهرهای گوناگون جهان مورد استفاده قرار می‌گیرد.
پیشینه کمپوست صنعتی در ایران و تولید کود از زباله‌های شهری از سال ۱۳۴۸ هجری شمسی و در شهر اصفهان آغاز گردیده‌است. کارخانه ذکر شده توسط شهرداری اصفهان و در جنوب شرقی زاینده رود آغاز به کار کرد. در سال ۱۳۵۱ دومین کارخانه کمپوست در جنوب تهران، در صالح آباد احداث گردید؛ و سومین کارخانه نیز در سال ۱۳۶۸ در شمال شرقی شهر اصفهان توسط یک شرکت سوئیسی طراحی و اجرا شده و مورد بهره‌برداری قرار گرفت.

## کمپوست‌سازی خانگی
بوکاشی از انواع سطل های کمپوست خانگی است. کمپوست خانگی در حیاط به وسیلهٔ کومه کردن زباله‌های آشپزخانه، برگ درختان یا کود پرندگان و چهارپایان در یک گوشه یا قرار دادن آن‌ها در یک چاله در زمین و اجازه به طبیعت به ویژه میکروارگانیسم‌ها برای انجام عملیاتش به آسانی می‌تواند صورت گیرد. همچنین می‌توان از سطل تهیه کمپوست نیز استفاده کرد. کمپوست سازی خانگی در داخل خانه و آپارتمان هم قابل انجام است.